# St. Hanshaugen
St. Hanshaugen er en administrativ bydel i Oslo, den har 38.945 indbyggere (2020) og et areal på 3,6 km². Navnet St. Hanshaugen betegner også St. Hanshaugen park som har givet bydelen navn. St. Hanshaugen bruges også om strøget, der ligger langs østsiden og sydvest for parken. Bydelens symbol er silhuetter af tårnhuset i St. Hanshaugen park og af Gamle Aker kirke.
Bydelen strækker sig fra Oslo centrum og nordover til Marienlyst og Ullevål universitetssygehus. Højdedraget Akerryggen som går nord-syd i den østlige del af bydelen giver, sammen med parkerne og grøntområderne, bydelen et grønt og åbent præg.
Byggegrund- og boligpriserne i bydelen har været høje fra den bymæssige udbygning begyndte midt i 1800-tallet. Bydelens strøg har haft et overklassepræg ligeså længe. I 2007 er boligpriserne de højeste (med bydel Frogner) af alle kommuner og bydele i landet.
Befolkningen er ung med en lille andel over 67 år og få skolebørn og teenagere, mens andelen i aldersgruppen 20-39 år er høj. Bydelen har højere uddannelsesniveau og større til- og fraflytning end gennemsnittet for Oslo.
I bydelen findes mange fashionable huse, villaer og mange kirker, særlig på og rundt om Hammersborg.

## Historie og arkitektur
Tidlig bosætning er kendt fra et stort antal førkristne grave i området fra Schwensens gate sydvest for St. Hanshaugen park til Nordre gravlund helt nord i bydelen. På Blåsen i Stensparken er der fundet rester af kunstige volde, sandsynligvis et forsvarsanlæg fra folkevandringstiden (400-600 e.Kr.).
Den ældste vej vestover fra Oslo (middelalderbyen under Ekeberg) gik over forløberen til Grünerbrua, op ad Telthusbakken forbi Aker kirke mod nutidens Bislett, der har navn efter et værtshus der hed "Bi så lidt", og videre til Frogner. Cirka år 1300 blev Akersveien (der hvor Akersveien og Akersgata ligger i dag) anlagt som forbindelse mellem Aker kirke og den nye Akershus fæstning.
(Store) Aker gård er fra ældre jernalder. Gården, som har ligget nær kirken, var i tidlig middelalder et religiøst centrum i det som nu er Oslo by. Gamle Aker kirke, som sandsynligvis er bygget i slutningen af 1000-tallet, er byens ældste stående bygning.
Fra 1730erne kom der bebyggelse i det som cirka 1800 blev forstaden Hammersborg med trange, krokete gader med små huse og udhuse. Gamle Hammersborg blev revet ned i 1930erne. I de første årtier efter 1800 ble der bygget træhuse med haver i områderne vest for den øverste del af Akersgata.
Fra slutningen av 1700-tallet blev området øst for Akersveien med Dops gate og Damstredet, og Telthusbakken sydøst for Gamle Aker kirke, bebygget med små træhuse. I begge områder er mange hus bevaret.
Empirekvartalet ble udbygget med Militærhospitalet 1807 og Rikshospitalet 1826. I 1860erne var denne nedre del af bydelen blevet en del af det centrale Christiania med blandt andet St. Olav katolske domkirke og Trefoldighetskirken. Disse områder blev indlemmet i byen i 1794 og ved flere mindre udvidelser i det tidlige 19. århundrede. Resten af bydelen blev indlemmet ved byudvidelsen i 1859, med undtagelse af Adamstuen og Marienlyst som først blev overført fra Aker herred i 1948.
Fra 1865 blev St. Hanshaugen park oparbejdet som park ved at Christiania Byes Vel plantede 1275 træer.
I 1890erne var der en voldsom byggevirksomhed i bydelen, som i resten af byen, med lejegårde så langt mod nord som Fagerborg og Adamstuen. Strøget St. Hanshaugen fik tæt bebyggelse.
To små parseller af Pilestredet havde hestesporvogn fra 1875 (Homansbyen-linjen). I 1899 kom sporene i Ullevålsveien og via Geitmyrsveien til Sagene. Taksten var 10 øre for voksne og 5 øre for børn. Da linjen blev nedlagt 1966 var voksentakst 80 øre. sporvognen til Adamstuen åbnede i 1909, og til Ullevål Hageby i 1925.
Kendte bygninger fra tidligt i århundrede er blandt andet Lovisenberg kirke (1912), Ila skole (1916), Bislett bad (1920), Ila pensjonat (1921), Torggata bad (1928), Deichmanske bibliotek (1933).